# Alfred Grandidier
Alfred Grandidier, född 20 december 1836 i Paris, död 13 september 1921 i samma stad, var en fransk upptäcktsresande och naturforskare.
Grandidier reste 1857-60 i Nord- och Sydamerika, i Brittiska Indien och på Ceylon, därefter i Östafrika samt 1865 och 1868-70 på Madagaskar. År 1875 började han i förening med andra vetenskapsmän utge Histoire physique, naturelle et politique de Madagascar, av vilken utkom över 40 band. Tillsammans med sin son Guillaume Grandidier (1873-1957) utgav han Collection des ouvrages anciens concernant Madagascar (nio band, 1903 ff.).
Grandidier, som var medlem av Institut de France, överlämnade till Louvren en samling ("Collection Grandidier") av östasiatiskt porslin, den största av detta slag i Europa.
Auktorsnamnet Grandid. kan användas för Alfred Grandidier i samband med ett vetenskapligt namn inom botaniken; se Wikipediaartiklar som länkar till auktorsnamnet.